# Edmund Kobyliński
Edmund Kobyliński (ur. 16 października 1918, zm. 11 września 1939 w okolicy Jarosławia) – kapral strzelec radiotelegrafista Wojska Polskiego.

## Życiorys
Ukończył Szkołę Podoficerów Lotnictwa dla Małoletnich w Bydgoszczy, a następnie otrzymał przydział do stacjonującego w Warszawie 1 pułku lotniczego. Uczestniczył w kampanii wrześniowej jako strzelec pokładowy w 211 eskadrze bombowej. 
11 września 1939 wchodził w skład załogi złożonej z porucznika obserwatora Edmunda Mrozowskiego, podporucznika pilota Stanisława Przywary oraz kaprala strzelca radiotelegrafistę Józefa Zielińskiego. Wystartowali na samolocie PZL P-37B Łoś z lotniska Gnojno-Owadno na lot bojowy, aby rozpoznać zbombardowaną wcześniej hitlerowską kolumnę pancerną należącą do 2 Dywizji Pancernej, która znajdowała się na szosie z Przeworska do Jarosławia. W okolicy Jarosławia zostali zaatakowani przez trzy niemieckie myśliwce Messerschmitt Bf 109, trafiony samolot zaczął płonąć, a następnie spadł pod wsią Pawłosiów. Wskutek poniesionych obrażeń zginęli por. obs. Edmund Mrozowski i kpr. strz. Edmund Kobyliński, spoczęli w bratniej mogile na cmentarzu w Maleniskach. Edmund Kobyliński został pośmiertnie odznaczony Krzyżem Walecznych.